# Мелісса Байрем
Мелісса Байрем (англ. Melissa Byram, 26 грудня 1973) — австралійська ватерполістка.
Олімпійська чемпіонка 2000 року.